# Neuseeländische Badmintonmeisterschaft 1971
Die Neuseeländische Badmintonmeisterschaft 1971 fand vom 7. bis zum 11. September 1971 in der VR Skellerup Badminton Hall in Christchurch statt. Es war die 38. Austragung der Badmintonmeisterschaften von Neuseeland. 

## Medaillengewinner
| Disziplin    | Gold                            | Silber                      | Bronze                    |
| ------------ | ------------------------------- | --------------------------- | ------------------------- |
| Herreneinzel | Richard Purser                  | Ross Livingston             | Bryan Purser              |
| Herreneinzel | Richard Purser                  | Ross Livingston             | John Compton              |
| Dameneinzel  | Alison Branfield                | Robin Glenie                | F. Walters                |
| Dameneinzel  | Alison Branfield                | Robin Glenie                | Gilda Tompkins            |
| Herrendoppel | Warren Johns Michael H. Stossel | Richard Purser Bryan Purser | W. Edgecumbe G. Ellis     |
| Herrendoppel | Warren Johns Michael H. Stossel | Richard Purser Bryan Purser | Paul Shirley K. Atkinson  |
| Damendoppel  | Alison Glenie Robin Glenie      | P. Stevens F. Walters       | Val Gow Alison Gow        |
| Damendoppel  | Alison Glenie Robin Glenie      | P. Stevens F. Walters       | Gilda Tompkins B. Parr    |
| Mixed        | Richard Purser Gilda Tompkins   | Bryan Purser Robin Glenie   | Ross Livingston G. Waller |
| Mixed        | Richard Purser Gilda Tompkins   | Bryan Purser Robin Glenie   | John Compton J. Purser    |